# Biệt điện Cầu Đá

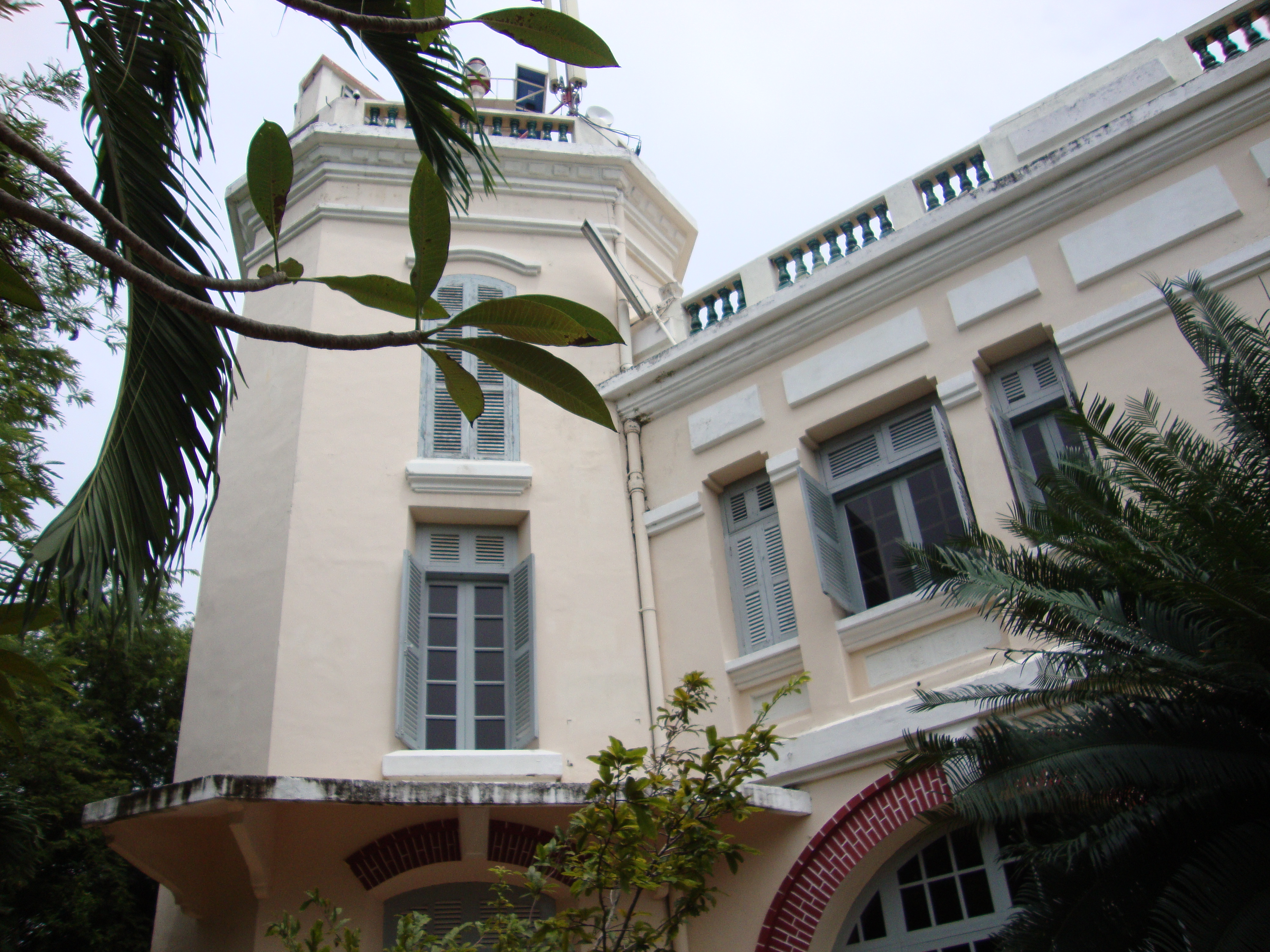
Biệt điện Cầu Đá

Biệt điện Cầu Đá (còn gọi Lầu Bảo Đại hay Biệt thự Cầu Đá) là một cụm 5 toà biệt thự mang phong cách kiến trúc thời Pháp, toạ lạc trên đỉnh núi Chụt (núi Cảnh Long), phường Vĩnh Nguyên, thành phố Nha Trang, tỉnh Khánh Hoà, cách trung tâm thành phố 6 km về phía nam.

## Lịch sử
Toà nhà được xây dựng năm 1923, để làm nơi ăn ở cho các nhà Hải dương học, xung phong tiền trạm chuẩn bị cho việc thiết lập một viện nghiên cứu biển vùng Đông nam Á. Theo thứ tự từ mỏm núi Chụt vào, 5 biệt thự ấy có tên là: Les Agaves (Xương Rồng), Les Frangipaniers (Bông Sứ), Les Bouguinvilles (Bông Giấy), Les Flamboyants (Phượng Vĩ), Les Badamniers (cây Bàng). Biệt thự nào trồng cây nấy quanh vườn để dễ nhớ, dễ tìm. Sau khi khánh thành 5 biệt thự này, người Pháp tiến hành xây Viện Hải dương học Nha Trang năm 1925.
Chủ nhân đầu tiên của biệt thự Les Agaves là tiến sĩ Krempt - người Đức. Ông là vị giám đốc đầu tiên của Viện Hải dương học Nha Trang. Từ năm 1940 đến năm 1945, Hoàng đế Bảo Đại và Hoàng hậu Nam Phương thường đến nghỉ tại biệt thự Les Agaves, lấy việc câu cá, ngắm biển làm thú tiêu khiển nên cái tên Lầu Bảo Đại có từ đó. Năm 1954, Hiệp định Genève được ký kết, Việt Nam tạm chia cắt thành hai miền Nam - Bắc. Gia đình tổng thống Ngô Đình Diệm là chủ nhân mới của 2 biệt thự Les Agaves và Les Frangipaniers. Bà Trần Lệ Xuân - phu nhân cố vấn Ngô Đình Nhu đã đặt cho biệt thự Les Agaves (Xương Rồng) tên mới là Nghinh Phong, và Les Frangipaniers (Bông Sứ) là Vọng Nguyệt. Năm 1975, sau khi Việt Nam Cộng hòa sụp đổ, đất nước thống nhất, chính quyền cách mạng vào tiếp quản, lầu Bảo Đại đã mở cửa đón và phục vụ khách ăn, nghỉ, tham quan.

## Kiến trúc
Năm ngôi biệt thự Cầu Đá có kiểu dáng kiến trúc khác nhau nhưng đều hài hoà với cảnh sắc thiên nhiên xung quanh, được xây dựng theo nghệ thuật kiến trúc cổ điển Pháp có sự kết hợp hài hoà giữa nghệ thuật hoa viên. Biệt Thự Nghinh Phong có dáng hình hộp chữ nhật, cao 2 tầng, cửa chính quay hướng đông. Từ sân trước của biệt thự có 2 đường vòng theo 2 hướng xuống chân đồi, đường vòng hướng Nam là đường bậc thang dẫn đến bãi tắm "Hoàng hậu", giữa đường này nơi gành biển có hòn đá tảng to là nơi vua Bảo Đại thường ngồi tận hưởng thú vui câu cá. Biệt thự Vọng Nguyệt nằm ờ đồi thứ 2 cũng cao 2 tầng và có dáng hình hộp chữ nhật. Khi vua Bảo Đại còn ở đây, tầng trệt được dùng làm phòng họp, chiêu đãi quan khách, tầng trên là nơi nghỉ của vua và hoàng hậu. Phía trên sân thượng là nơi vua và hoàng hậu đón gió, ngắm trăng lên. Mặt tiền biệt thự quay về hướng Bắc, nên đứng ở đây có thể nhìn rõ toàn cảnh Nha Trang. Bao quanh các ngôi biệt thự có nhiều cây cổ thụ như me, bàng, phượng, sứ,...xòe tán rộng phủ mát một vùng.

## Khu du lịch Bảo Đại
Khu du lịch Bảo Đại có 48 phòng khách được trang bị tiện nghi sang trọng, đạt tiêu chuẩn quốc tế 3 sao, ngoài ra còn có hai phòng Vua và Hoàng hậu ở hai lầu Nghinh Phong và Vọng Nguyệt. Quầy tiếp tân nằm ngay ở khu trung tâm, cách đó không xa có các quầy nhiếp ảnh, hàng lưu niệm, bưu điện... Lầu Bảo Đại có hai nhà hàng lớn: nhà hàng Bảo Đại I nằm trên sân thượng gần biệt thự Bông Sứ, trang trí nội thất khá sang trọng, bên trong có quầy bar phục vụ rượu, bia và các loại giải khát. Nhà hàng Bảo Đại II ở dưới chân núi Chutt, trên một bãi cát trắng rợp bóng dừa xanh, nơi đó có sân tennis, sân bóng chuyền và cảng du lịch biển - cho thuê canô, tàu du lịch đi thăm các hải đảo. Nhà hàng Bảo Đại II phục vụ các món ăn hải sản tươi sống, tổ chức đêm sinh hoạt đốt lửa trại, câu cá đêm.